# Jan Bukowski (zm. 1769)
Jan Bukowski herbu Ossoria (zm. w 1769 roku) – stolnik sanocki w latach 1766–1769, podczaszy sanocki w latach 1765–1766, cześnik sanocki w latach 1761–1765, wojski sanocki w latach 1756–1761, sędzia kapturowy ziemi sanockiej w 1764 roku.
W 1767 roku przystąpił do konfederacji radomskiej.